# Stazione di Piedimonte (FCE)
La stazione di Piedimonte è una stazione ferroviaria sita al km 100+839 della ferrovia Circumetnea a servizio della cittadina omonima.

## Storia

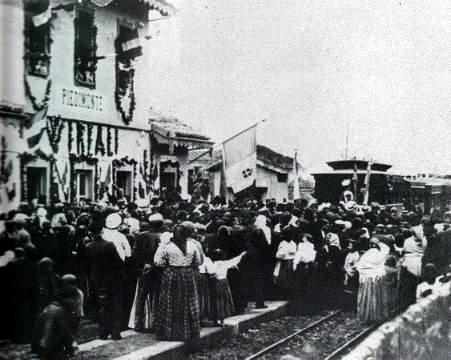
La stazione addobbata a festa il 30 maggio 1911, in occasione del viaggio dei Reali d'Italia: Vittorio Emanuele III ed Elena del Montenegro.

La stazione venne costruita alla quota di 362 m s.l.m. ed entrò in servizio il 1 luglio 1895 con l'apertura del tratto di ferrovia da Lave di Castiglione a Giarre. Il 30 settembre dello stesso anno fu collegata a Catania con l'apertura della tratta Bronte-Lave di Castiglione.

## Strutture e impianti
La stazione ha un edificio a tre luci a due elevazioni e corpi laterali, posto a est del binario. Ha due binari con scambi elettrici e segnali distinti per binario. Lo scalo merci è stato soppresso in seguito all'ammodernamento, rimane un solo binario tronco di ricovero e servizio che si dirama verso nord dal primo binario.

## Movimento
L'orario ferroviario estivo del 1975 prevedeva l'effettuazione di 10 coppie di treni distribuiti nell'arco della giornata e per tutti i giorni della settimana; di questi 2 coppie erano solo feriali. Tre treni erano provenienti da Catania mentre, in senso inverso erano 5 le corse giornaliere provenienti da Riposto che raggiungevano Catania.
La stazione di Piedimonte è collegata a Giarre e Riposto da 3 treni provenienti da Randazzo. In senso inverso 3 treni permettono di raggiungere Randazzo. I treni circolano nei soli giorni feriali.

## Servizi
La stazione è dotata di:
- Biglietteria a sportello;
- Annuncio sonoro annunciante l'arrivo dei treni;
- Sala d'attesa;
- Servizi igienici.

## Interscambi
- Fermata autobus FCE